# 移剌益
移剌益（12世纪？—1202年），本名特末阿不，字子迁，金朝契丹族大臣，移剌（耶律）姓。中都路（治今北京市西南）胡鲁土猛安人。
移剌益以恩荫补任国史院书写，积功出任调徐州录事，召为枢密院知法，金世宗大定二十九年（1189年），以应奉翰林文字任《辽史》编修官。金章宗明昌元年（1190年），为御史台奏荐，升翰林修撰，兼监察御史。改任户部员外郎。明昌三年（1192年），授霸州刺史，出俸粟来赈济饥民，增修郡东南堤坝，百姓以为便利，为他立祠。升任为辽东路提刑副使。明昌五年（1194年），授泗州（今江苏盱眙县西北淮水西岸）防御使。历任户部侍郎、兵部侍郎。承安二年（1197年），蒙古犯边，力主以守为上。出任为山东西路转运使，升任河东南北路按察使。在任上去世。